# Arkadij Arkanow
Arkadij Michajłowicz Arkanow (ros. Аркадий Михайлович Арканов; ur. 1933, zm. 22 marca 2015) – radziecki i rosyjski pisarz, dramaturg, scenarzysta oraz aktor. Ludowy Artysta RFSRR. Pochowany na Cmentarzu Wwiedieńskim w Moskwie.